# Giuseppe Chiarini
Giuseppe Chiarini, född 1833 i Arezzo, död 1908 i Rom, var en italiensk författare och litteraturkritiker.
Chiarini var vän och rådgivare till Giosuè Carducci. Som kritiker bidrog Chiarini framför allt till att i Italien sprida kännedom om den utländska litteraturen och verkade även som översättare. Bland hans främsta översättningar märks en utgåva av Heinrich Heine från 1883. Som diktare åtnjöt han en tid rykbarhet genom sin Lacrymæ (1879). Chiarini har även utgett Ombre e figure, saggi critici (1883), Studi shakespeariani (1896), Studi e ritratti letterari (1900), G. Carducci, impressioni e ricordi (1901), samt Memorie della vita di G. Carducci raccolte da un amico (1903).